# Thelaira haematodes
Thelaira haematodes är en tvåvingeart som först beskrevs av Johann Wilhelm Meigen 1824.  Thelaira haematodes ingår i släktet Thelaira och familjen parasitflugor. Inga underarter finns listade i Catalogue of Life.